# Pek Szonjop
Pek Szonjop (hangul: 백선엽, handzsa: 白善燁, RR: Paik Sun Yup; Kangszo, 1920. november 23. – 2020. július 10.) a mandzsukuói, majd a dél-koreai hadseregben szolgáló koreai katona, tábornok, a koreai háború egyik legjobb dél-koreai katonai vezetője.

## Élete
Pek Szonjop 1920-ban született az akkor japán uralom alatt álló Korea területén, Kangszóban, Nampho városához közel. Tanulmányait Phenjanban végezte, majd diplomát a mandzsukuói Mukdenben található katonai akadémián szerzett és 1941-től a mandzsukuói hadseregben szolgált hadnagyi rendfokozatban.
A japánok oldalán harcolt a második világháború alatt, majd az előretörő szovjetek elől Phenjanban sikeresen megszökött és részt vett a Korea felszabadításáért küzdő Nemzeti Felszabadító Mozgalom harcaiban. Ahogy láthatóvá vált az ország északi felén való kommunista hatalomátvétel bekövetkezése, Pek 1946-ban dél felé indult és csatlakozott az akkor alakuló rendőrség kötelékéhez, amiből később megalakult a dél-koreai hadsereg.
A koreai háború 1950-es kirobbanását követően az akkor 29 éves Pek lett a dél-koreaiak 1. gyalogos hadosztályának parancsnoka, rátermettségét hamar bebizonyította. Az 1950. augusztus 12–25. között zajló, sokak által csak Bowling Alley-i csatának nevezett ütközetben Pek irányította a dél-koreai erőket és a melléjük tartozó amerikai csapatokat. A több mint két hétig tartó véres összecsapásból végül a Pek vezette dél-koreaiak kerültek ki győztesen, vereséget mérve a támadó észak-koreai erőkre.

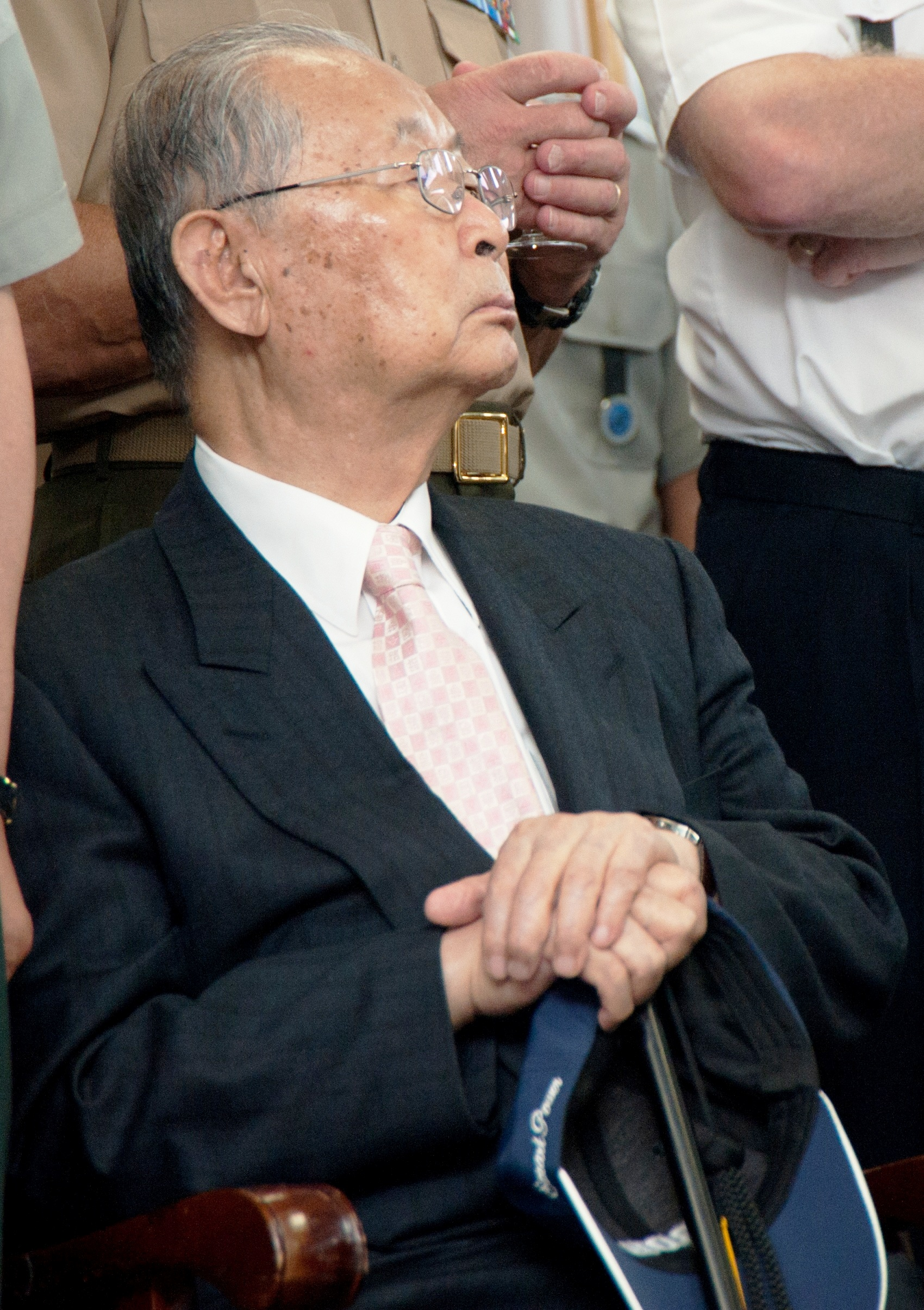
Pek Szonjop tábornok 2011 júliusában

Az ez után zajló, szeptember 1-jén kirobbant és szeptember 18-án ENSZ győzelemmel végződő Ka-hegyi csata megvívásában is oroszlánrésze volt. 1950 októberében az ő egységei léptek be először az elfoglalt Phenjanba. Részt vett a további harcokban és 1951 áprilisában előléptették vezérőrnaggyá, emellett megkapta a I. hadtest parancsnokságát. Harcolt további ütközetekben, majd 1951 júliusában őt kérték fel, hogy képviselje Dél-Korea hadseregét a keszongi fegyverszüneti tárgyalásokon, de hamarosan visszatért a frontvonalra.
1951 novemberében James Van Fleet amerikai tábornok parancsára egy hadműveletet vezetett az egységével az északi gerillák egy nagyobb csoportja ellen. Amikor 1952 márciusában befejezték a hadműveletet becslések szerint több mint 25 000 gerillát fogtak el vagy öltek meg Szonjop emberei. 1952 januárjában előléptették altábornaggyá és megkapta az újonnan létrehozott II. hadtest irányítását. 1952. április 5-én a dél-koreai elnök, Li Szin Man nagy ünnepséget szervezett a hadtest létrehozásának emlékéül.
Július 23-án kinevezték a Dél-Koreai Hadsereg (ROKA) vezérkari főnökévé. 1953. január 31-én előléptették teljes rangú tábornokká és ő lett az első dél-koreai katona, aki elérte a négycsillagos tábornoki rangot. Pek ezután több katonai posztot is betöltött, majd 1960-ban visszavonult a katonai szolgálattól. A katonai pályafutását követően hazája diplomatája lett. Dél-Korea nagykövete volt Tajvanon, Franciaországban, Kanadában és számos más európai és afrikai államban. A diplomáciai szolgálattól 1969-ben vonult vissza. Ezt követően 1971-ig közlekedési miniszter volt. A mai napig mély tisztelet övezi hazájában.

## Képgaléria

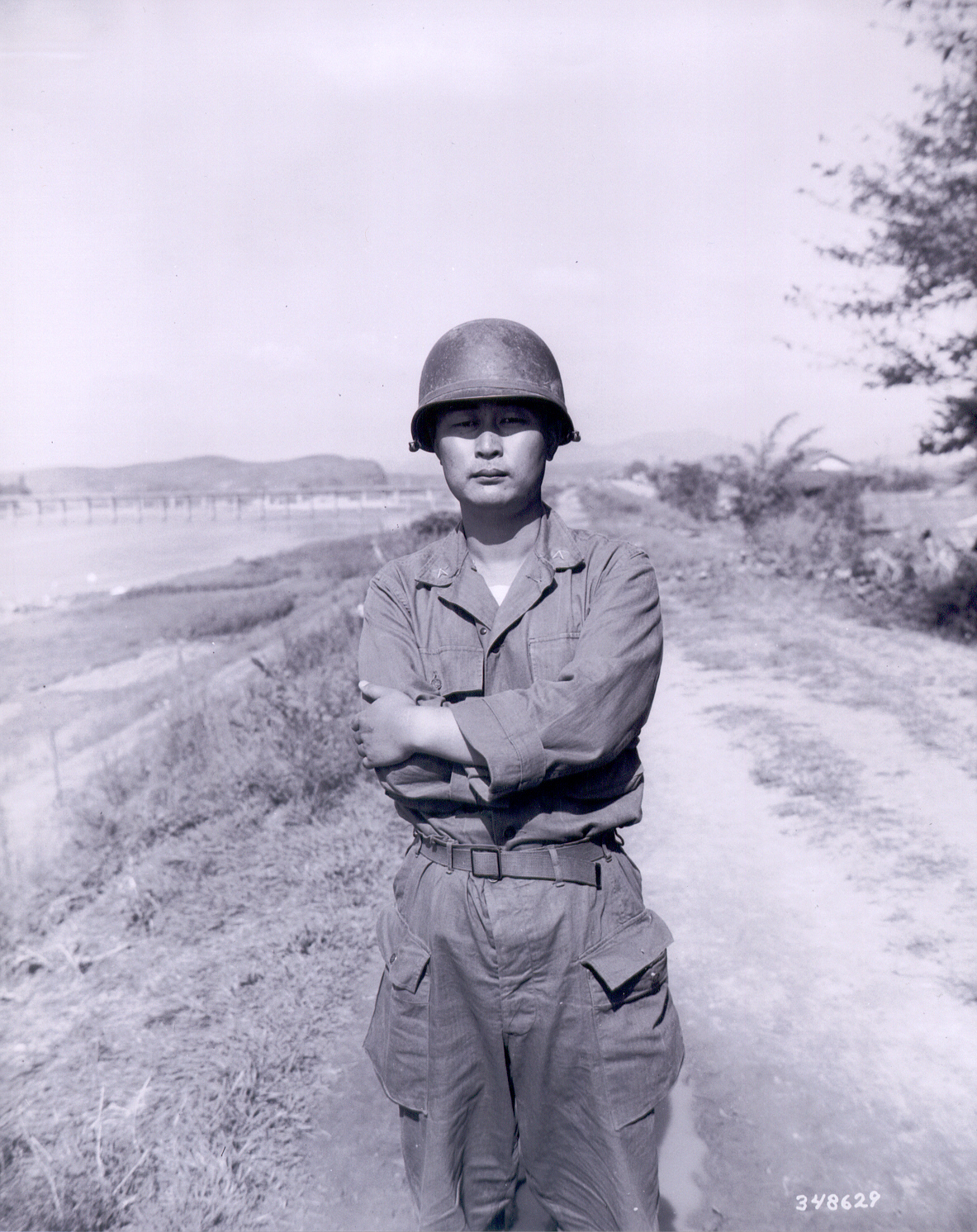
Pek Szonjop tábornok a koreai háború idején
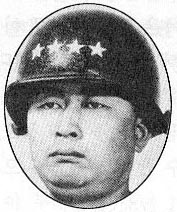
Pek Szonjop
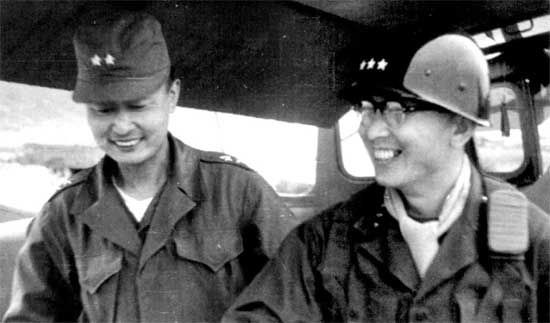
Pek Szonjop Csong Ilgvon tábornokkal, későbbi miniszterelnökkel 1952-ben
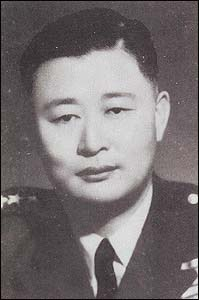
Pek Szonjop tábornok